# تفاعل آلان روبنسون
تفاعل آلان روبنسون (بالإنجليزية: Allan-Robinson reaction )‏ عبارة عن تفاعل كيميائي يحدث ما بين أورثو هيدروكسيل أريل كيتونات والأنهيدريدات العطرية وذلك من أجل تكوين الفلافونات (أو الأيزوفلافونات) .
علماً بأنه إذا تم استخدام الأنهيدريدات (بلا ماءات) الأليفاتية ، فإن الكومارينات قد تتكون أيضاً (أنظر : أسيلة كوستانيكي) .